# Jean-Yves Bottieau
Pour les articles homonymes, voir Bottieau.
Jean-Yves Bottieau, né le 18 décembre 1986, est un judoka belge qui évolue dans la catégorie des moins de 73 kg (poids légers).
Il est affilié au judo club du Grand Hornu et a le grade de ceinture noire 3e Dan. Ses frères cadets, Joachim et Jérémie, sont également judokas.

## Palmarès
- Médaille d'argent au tournoi World Cup de Casablanca 2014.

Il a été six fois champion de Belgique.
| Chpt de Belgique | Chpt de Belgique | 2005 | 2006 | 2007 | 2008 | 2009 | 2010 | 2011 | 2012 | 2013 | 2014 | 2015 | 2016 | 2017 |
| ---------------- | ---------------- | ---- | ---- | ---- | ---- | ---- | ---- | ---- | ---- | ---- | ---- | ---- | ---- | ---- |
| mi-légers        | -66 kg           | 2e   | 1er  | 1er  | 1er  |      |      |      |      |      |      |      |      |      |
| poids légers     | -73 kg           |      |      |      |      | 2e   | 1er  | -    | 2e   | 1er  | 2e   | 1er  | 3e   | 3e   |